# Mont-Dragon
Pour l’article ayant un titre homophone, voir Mondragon.
Cet article concerne le film. Pour l'article sur le roman, voir Mont-Dragon (roman).
Pour plus de détails, voir Fiche technique et Distribution.
Mont-Dragon est un film franco-belge réalisé par Jean Valère et sorti en 1970.
Il s'agit d'une adaptation du roman éponyme de Robert Margerit.

## Synopsis
Le lieutenant Georges Dormond a été chassé de l'armée pour une liaison avec Germaine de Boismesnil, l'épouse de son colonel. Après la mort du mari, tué lors d'une chute de cheval, Dormond revient au domaine de Mont-Dragon, où vit la belle comtesse de Boismesnil. Il a l'intention d'obtenir une revanche, et va, pour cela, utiliser les autres femmes du château.

## Fiche technique
- Titre : Mont-Dragon
- Réalisation : Jean Valère
- Scénario : Philippe Dumarçay, Pierre Pelegri, d'après le roman éponyme de Robert Margerit, publié en 1944
- Dialogues : Jacques Ralf, Jean Valère
- Image : Alain Levent
- Son : Jacques Carrère, André Notte (mixage)
- Musique : Jack Arel
- Montage : Paul Cayatte
- Production : André Cotton, Ritta Laffargue, Pierre Levie
- Sociétés de production : Les Films Jacques Leitienne, Société d'expansion du spectacle, SODEP (Bruxelles)
- Pays :  France,  Belgique
- Format : Couleurs - 35 mm - 1,66:1 - Mono
- Genre : comédie dramatique
- Durée : 91 minutes
- Date de sortie : France - 16 décembre 1970
- Film interdit aux moins de 16 ans lors de sa sortie en France
- Box-office : France, 1 259 182 entrées[1] ; Paris, 227 217 entrées[1]

## Distribution
- Jacques Brel : Georges Dormond
- Françoise Prévost : la comtesse Germaine de Boismenil
- Catherine Rouvel : Pierette
- Carole André : Marthe de Boismenil
- Gérard Berner : Michel
- Paul Le Person : Gaston
- Pascal Mazzotti : Armand Dubois
- Pippo Merisi : le marchand de vins
- Maria Michi : Hortense Dubois
- Yves Brainville (voix)